# Distrito de Pacora
El Distrito peruano de Pacora es uno de los doce distritos de la Provincia de Lambayeque, ubicada en el Departamento de Lambayeque, bajo la administración del Gobierno regional de Lambayeque, en el Perú. 

## Historia
Producida la emancipación en 1821, el General José de San Martín dividió el país en departamentos, siendo uno de ellos el de Trujillo, conformado por los territorios de Piura, Cajamarca, Huamachuco, Chachapoyas y Lambayeque; la parroquia de Pacora pasó a depender del departamento de Trujillo.
En el año 1824, Lambayeque ya era un departamento con dos provincias: Lambayeque, Ferreñafe, con sus respectivos distritos. 
1° de diciembre que se crea el Distrito de Pacora.

## Geografía
El distrito tiene una superficie de 87,79 km², representando el 7% del territorio de la Provincia de Lambayeque. Se ubica a 42 km al norte de la ciudad de Chiclayo y a 32 km de Lambayeque. Ubicado entre los paralelos 06º25'33" de latitud sur y 79º49' 51" de longitud oeste del meridiano de Greenwich. Está a una altitud de 57 m s. n. m. y su densidad poblacional es de 77,4 hab/km².

## División administrativa

### Caseríos
- Casa Embarrada
- Las Juntas
- Santa Isabel
- Señor de Luren
- Huaca Rivera
- Huaca Bandera
- Cerro Escute
- Pueblo Viejo
- Matriz Comunidad
- San Isidro (Huaca Trapiche)
- Los Bances

- La Cirila

- La Victoria

- Las Juntas Alta

- Las Juntas Baja

- Puente Machuca

- San Luis

- San Pablo.

## Autoridades
Alcalde 2023-2026: Jose Luis Sipiòn Bornaz

### Religiosas
- Párroco: Roger Uchofen Huamanchumo

## Festividades
- FIESTA PATRONAL DE APÓSTOLES SAN PABLO Y SAN PEDRO - LA FE DEL PUEBLO DE PACORA

Exactamente no se sabe desde cuándo se celebra la fiesta en honor al Apóstol San Pablo, pero lo que sí se sabe, es que ya en 1548, los españoles habían entronizado a San Pablo como patrono del pueblo de Pacora ubicado a 42 kilómetros al norte de Chiclayo en la región Lambayeque.
La festividad de San Pablo podría haberse iniciado en la misa que celebró el párroco Diego de Avendaño el 30 de junio de 1548, año en que también el papa Pablo I entroniza a San Pablo como patrono de una serie de pueblos del virreinato del Perú, entre ellos Pacora.
Sobre la base de esta fecha de entronización y de la realización de la misa, la fiesta de San Pablo sería la más antigua de América Latina, y estaría cumpliendo mañana viernes 30, 463 años de celebraciones.
La imagen esculpida en honor al soldado de Cristo, San Pablo, lleva en sus manos una espada de plata y un libro sagrado de oraciones divinas, que representan la defensa y la evangelización del pueblo de Pacora.
La iglesia matriz fue construida en el año 1925, donde permanece en la actualidad la imagen de San Pablo y es el 16 de junio de 1991 en que se inician las ferias religiosas, comerciales y artesanales convirtiéndose en la primera festividad de la zona norte del país, reconocida mediante la Resolución Ministerial 023-91.
Pacora un pueblo muy católico y trabajador se da el lujo de celebrar la Festividad Religiosa de "San Pablo y "San Pedro" como la más larga del Perú, los festejos se inician el 19 de junio y terminará el 12 de julio. El día central para "San Pablo" es hoy 30 de junio y le día central para "San Pedro" será el 2 de julio y las octavas del festival será el 11 y 12 de julio.
El pueblo lo celebran con las bandas de músicos recorriendo todas las calles del pueblo amenizando el día con marineras, tonderos, cumbias y marchas.
En la noche, decenas de feligreses acompañarán a la imagen de San Pablo en su recorrido procesional por las calles del distrito de Pacora, como se realiza en cada año.
- CARNAVAL COSTEÑO

Cada año del último domingo del mes de febrero, en el distrito de Pacora, localizado a 42 kilómetros de Chiclayo, en la provincia de Lambayeque, se celebra el Carnaval Costeño Pacorano Antiguo, festividad que congrega a cada vez más turistas nacionales y extranjeros.
Durante esta fiesta tradicional, Pacora se divide en dos bandos, color verde y rojo o encarnado, que realizan competencias como carrera de burros y juegos recreativos y verbenas para diversión de los pobladores y visitantes.
También se organiza el concurso para elegir a la reina del carnaval, desfiles de carros alegóricos, comparsas, además degustación de piqueos norteños de pescado, yucas, choclo y camote acompañados por chicha de jora, también se realizan concursos de coplas y declamaciones entre los pobladores del distrito Pacorano.
El carnaval concluye con el gran corso donde desfilan las viudas y floristas de Ño Carnavalón, acompañadas por bandas de músicos y donde se pueden apreciar danzas típicas, más tarde se organiza un gran baile en la plaza principal. El carnaval pacorano es considerado el más antiguo del norte peruano.